# Händelö (naturreservat)

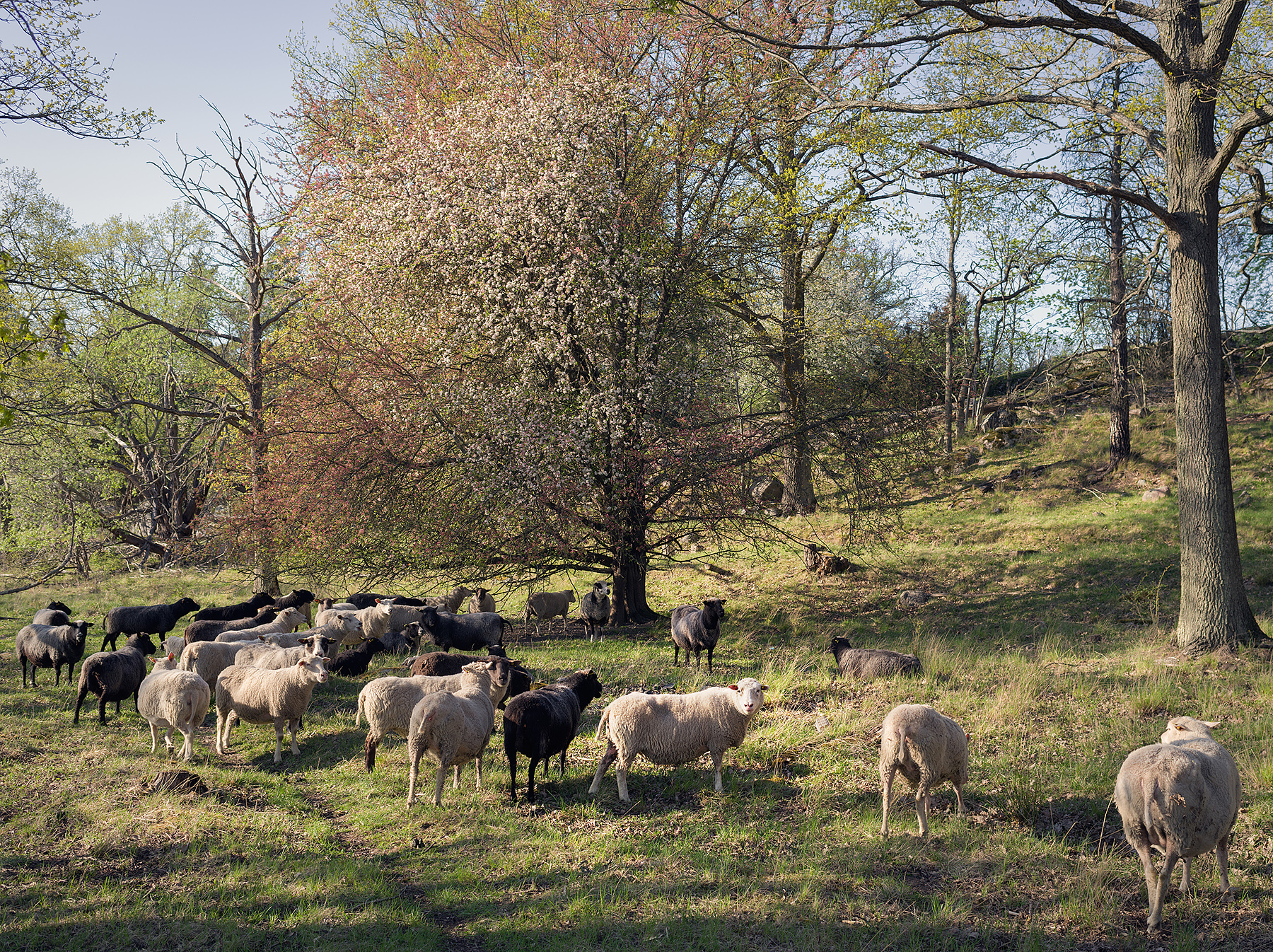
På delar av reservatet håller fåren efter vegetationen.

Händelö är ett naturreservat i Norrköpings kommun i Östergötlands län.
Området är naturskyddat sedan 2013 och är 98 hektar stort. Reservatet omfattar flera mindre naturområden på Händelö mellan industribebyggelse. Reservatet består av ekmiljöer, lövlundar och blandbarrskogar.